# Beatriz Fernández
Beatriz Fernández Ibáñez (Santander, 19 de março de 1985) é uma handebolista profissional espanhola, medalhista olímpica.
Fez parte do elenco medalhista de bronze, em Londres 2012, com quatro atuações e treze gols.